# Томакомай
Тома́комай (яп. 苫小牧市 Томакомай-си) — город-порт на острове Хоккайдо, Япония. 
Находится в уезде Ибури. Площадь города составляет 561,49 км², население — 174 216 человек (31 декабря 2020), плотность населения — 310,27 чел./км². Город основан 1 апреля 1948 года.
Нейпир в Новой Зеландии — город-побратим Томакомай.

## Происхождение названия
Название Томакомай происходит от айнских слов то и макомай, что означает «болото» и «река, уходящая в глубины горы» соответственно.

## География
На северо-западе расположена гора Тарумаэ,  которая принадлежит национальному парку Сикоцу-Тоя.
Мелководное пресноводное озеро Утонай на территории заповедника «Озеро Утонай», созданного в 1981 году как первый птичий заповедник в Японии.

### Климат
В Томакомай типичный для Хоккайдо влажный континентальный климат.
Среднегодовая температура составляет 7,9°C
Самый холодный месяц — январь (-3,6°С), а самый тёплый — август (20,4°С).
В Томакомай в среднем в год выпадает 145 см снега: в январе (42 см), феврале (42 см), декабре (29 см), Марте (26 см), ноябре (4 см) и Апреле (2 см).

## Спорт
В городе Томакомай базируется профессиональный хоккейный клуб Oji Eagles Азиатской хоккейной лиги.
В 2014 году Томакомай принимал чемпионат мира по брумболу.

## Экономика
Город — крупный промышленный центр Хоккайдо. В нём действуют:
- Порт с длинной причальной стенкой при заводах,
- Нефтеперерабатывающий завод,
- Крупная нефтебаза,
- Две теплоэлектростанции: основная угольная на Хоккайдо — Томато-Ацума (мощностью 1650 МВт) и Томакомай (при НПЗ, 250 МВт)
- Два целлюлозно-бумажных комбината: Одзи Пэйпер и Ниппон Пэйпер
- Сборочные автомобильные заводы Тойота (коробки передач) и Исудзу (двигатели)

## Транспорт

### Аэропорта
- Новый аэропорт Титосе

### Железная дорога
- Линия Муроран
- Линия Титосе
- Линия Хидака

### Дороги
- Автострада Хоккайдо
- Автострада Хидака